# SN 2006im
SN 2006im – supernowa typu II odkryta 14 września 2006 roku w galaktyce A220758-2305. W momencie odkrycia miała maksymalną jasność 18,30m.